# 予告編
予告編（或いは、予告篇）（よこくへん）は、映画の近日公開作品や連続するテレビ番組（主にドラマ、アニメ、ドキュメンタリー）の次回放送分などを予告紹介するために制作された短時間の宣伝素材である。本編をダイジェスト的に編集し、BGMやナレーション、キャッチコピーなどが効果的に加えられたものが主流。英語ではトレーラー（英語: Trailer）という。

## 映画予告編
映画館やインターネットで上映・公開されるものとテレビ放送のスポット（コマーシャル）用とがあり、テレビスポットの場合は15秒か30秒のバージョンが主流。映画館やインターネットの場合は要点をまとめた2、3分程度のものが上映・公開されており、またインターネット上でしか観られないバージョンが作成されることもある。
本編が未完成の段階で作られるものは、本編未使用のカットが含まれていたり、音楽が本編とは違う既製の他の映画音楽からの流用や予告編での使用に特化して作曲されたエピックというジャンルの音楽、クラシック音楽などが使われることもある。また、撮影開始間もなくか、撮影開始前に作られる、本編の撮影素材がまだ存在していない段階で作られるものは「特報」と称し、通常の予告編と区別される。視聴者の興味関心を惹くために、映画本編とは直接関係の無い、製作発表の記者会見や（完成試写会やいわゆる0号試写（初号試写）における）観客へのインタビューなどが盛り込まれる事もある。アニメ映画においては、本編とはまったく違う予告編オリジナルのアニメーションが作られることがある。
VHSソフトやDVDソフト、ブルーレイソフトでは「予告編」及び「特報」が、テレビやラジオ（一部作品のみ）のスポットCMと共に「特典」として収録されていることがある。
なお、映倫においては、予告編は本編とは独立した一つの映画として審査が行われる。承認番号も独立したものが付けられるが、本編と区別するために、最後に「-T」が付けられる。また、「どういう映画の上映の前に使われるか分からない」という理由により、本編がR18+等であっても、予告編には全て「一般作」の基準が適用される。
予告編では本編に登場しないシーンや出演者が含まれていることがある。これを巡って、「予告編に出演している人物目当てで映画本編をレンタルしたのに本編では該当人物が一切登場していなかった」として、裁判に発展した事例がある。
また、生成AIによって偽の予告編動画が大量に動画サイトにアップロードされることも問題視されている。

## テレビ番組
テレビ番組の場合は、番組の末尾（終了部分）に放送されていることが多い。
- 特にアニメ番組において、次回分の映像を使用しながらも全く関係ないナレーションをかぶせ予告編本来の役割よりもナレーションそのものを楽しむものも見られる。
- バラエティ番組では、次回の企画を放送するもの、一つの企画を数回にわたって放送する番組や、毎回ゲスト出演者をむかえるトーク番組や音楽番組などがある。また、番組終了時の提供クレジットとともにテロップで次回の放送内容を簡単に紹介するものは少なくない。
- 日本の報道番組では、特に深夜の最終便がワイド化されて以後、翌日の特集で取り上げるテーマについて紹介することが多い。特に「ニュースステーション」では毎回番組の終わりに久米宏が「明日予定している特集の予告です…」と振ってそれを紹介することが恒例だった。
- 日本の競馬番組では日曜日に次週の重賞競走出走予定馬一覧を表示し、それを予告編に代えている。その他のスポーツニュースでは予告編といえるものは殆どなかったが、フジテレビの『プロ野球ニュース』ではシーズン中は必ず翌日の対戦予定カードを紹介していた。